# 스몰빌
《스몰빌》(Smallville)은 미국 The CW의 텔레비전 시리즈다.

## 방송 시간
| 방송 채널 | 방송 기간                  | 방송 시간                                                |
| --------- | -------------------------- | -------------------------------------------------------- |
| MBC       | 2004년 2월 7일 ~ 6월 19일  | 매주 토요일 낮 13:10 ~ 14:00(50분,시즌 1)                |
| MBC       | 2006년 1월 7일 ~ 4월 29일  | 매주 토요일 낮 13:10 ~ 14:00(50분,시즌 2 15화까지 방영)  |
| MBC       | 2006년 5월 14일 ~ 8월 27일 | 매주 일요일 밤 1:00 ~ 1:50(50분,시즌 2의 나머지 편 방영) |

## 개요
2001년 10월 16일부터 미국에서 첫 방송되어 클라크 켄트가 앞으로 2011년혹은 2012년 혹은 2013년도에 지구를 지키고 전우주를 수호하는 인간적인 구세주 슈퍼 영웅 슈퍼맨으로 활약하기 전의 스몰빌 고등학교 1~4학년 시절부터 30대의 초반 시절까지 겪은 이야기를 상상하여 내용을 펄쳐나가고 있는 미국 드라마다. 특히, 기본 뼈대는 슈퍼맨이긴 하지만 클라크의 방황, 고뇌, 슬픔, 사랑, 우정 그리고 천천히 하나씩 초능력을 습득하는 과정과 평생 직장이 된 대도시 메트로 폴리스에 있는데일리 플래닛 신문사에 신문 기자로의 입사 과정과 직장 생활과 그린 애로우 올리버 퀸이 만든 전 세계의 평화를 위해 싸우는 저스티스 리그 멤버로 가입과 한 명,한 명 저스티스 리그 멤버들,31세기의 머나먼 미래의 지구에서 할약하는 초능력 영웅들인 리전 오브 슈퍼 히어로즈 멤버 을 만나는 과정과 그외 여러 가지 모험을 하는 내용을 담고 있다. 제작자는 앨프리드 고(Alfred Gough)와 마일스 밀라(Miles Millar), 이 두 명이 맡았다. 시즌 1 ~ 시즌 7 중간 에피소드까지 제작하였다. 이후 제작자인 고와 밀라는 시즌 7 제작도중 해고됐고, 작가 파업으로 작가 들도 교체되고 제작진들도 바꾸었으며 특수효과 제작진, 음악 담당 등은 그대로 유지되었다. 한국은 MBC 문화방송에서 2004년 시즌 1을 방영했고, 2006년에는 시즌 2의 방영을 마쳤으나, 나머지 시즌인 시즌 3 ~ 10은 현재 방영을 하지 않고 있는 상태다. E 채널에서는 이미 시즌 9까지 방영했다.

## 출연

### 톰 웰링
앞으로 2011년, 2012년 혹은 2013년에 전 세계와 전 우주를 수호하는 미래의 슈퍼 영웅 슈퍼맨이며 미래의 저스티스 리그의 멤버이다. 2008년 9월 중순에 데일리 플래닛 신문사에 입사한 신문 기자 클라크 켄트의 원래 고향은 크립톤이란 행성이었으나 크립톤 행성의 지배자가 되려는 장군 조드의 반란에 의해 폭발해 멸망하고 지구 년도인 1987년, 아기 때 지구로 보내져 미국 캔사스 주에 있는 옥수수를 주로 생산하는 스몰빌이란 시골 마을에 1989년 10월에 도착하였다. 스몰빌에 사는 아기를 가질 수 없는 선한 농부 부부 마사 켄트와 조나단 켄트에 의해 양아들로 입양되었다. 본명은 칼엘이다. 친구들로는 클로이 셜리번(시즌10에서 죽을 운명), 피트 데일리 플래닛 신문사 기자이고 미래의 부인이자 현재의 친구이고 동료인 로이스 레인, 피트 로스, 그린 애로우 올리버 퀸, 사이보그 빅터 스톤, 블랙 카나리 다이아나 랜스, 임펄스 바트 앨런, 존 존스 마산 맨헌터, 데일리 플래닛 신문사의 사진 기자인 지미 올슨, 리전들:록 크린, 가츠 렌즈, 임라 아드렌,여마술사 자타나,호크맨 카터홀,스타걸,사촌누나 슈퍼걸 카라,쌍둥이 슈퍼영웅능력자 트윈스가 있다. 6살 때 빠르게 움직일 수 있는 스피드가 생겼으며,고1때는 납 외에는 모든 것을 투시할 수 있는 투시력이 생기고 고2 때는 무엇이든지 태워버릴수 있는 온도에 따라 빛 색깔이 바뀌는 열광선이 생기고, 고3 때는 전 우주와 전 세계, 전 지구의 모든 소리를 들을 수 있는 초감각 청력이 생겼으며, 고4 때는 잠깐 하늘을 날았으나 그 이후 2010년 혹은 2011년까지 하늘을 날지 못하고 있다. 학교를 졸업한 후, 북극에 가서 오각형 수정으로 고독의 요새를 지었으나 사정에 의해 슈퍼맨이 되는 훈련을 받지 못했고, 자신의 실수로 고독의 요새를 세,네 번 파괴하고 붕괴시키기도 했으며 2007년에 레이첼 도븐 포트란 유명 할리우드 여자배우를 자동차 전복 사고에서 구해주어 그 여배우가 스몰빌을 떠날 때 언제 착용하게 될지도 모르는 빨간색 망토를 선물해 주고 갔으며 친구인 로이스 레인이 건네 준 입사원서를 내서 메트로 폴리스에 있는 데일리 플래닛 신문사에 신문기자로 들어갔다. 메트로 폴리스에서 몰래 위기에 빠진 사람들을 구하며 범죄를 소탕하던 클라크는 어느날 자신이 빠르게 사라졌지만 사라질 때의 빨간색 옷,파란색 옷 잔상이 남아 자신의 활동을 신문기사 잔상과 그에 관한 글을 싣게하고 처음 별명으로 총알보다 빠른 사나이, 빨간색, 파란색 잔상이라고 불리게 된다.
자신이 외계인이라는 것과 멸망한 크립톤 행성에서 우주선으로 탈출해 1989년 10월에 지구에 있는 스몰빌이란 시골마을에 도착하여 계속 성인이 될 때까지 살아온 것에 대해 숨기며 자신의 얼굴과 모습을 숨긴채 메트로 폴리스를 구원하는 뛰어난 영웅으로 활동해 나간다. 영웅으로 활동할 때 입는 의상을 갈아 입을 때 데일리 플래닛 신문사에 있는 공중전화 박스에서 빠르게 갈아입고 출동한다. 매일 밤에 공중전화 박스에 있는 로이스와 음성 변조기를 달은 휴대폰으로 몰래 계속 연락을 해가며 레인에게 도움을 청하기도 하고 로이스 레인이 있는 밤에 신문사에 있을 때 몰래 전화를 걸어 이야기를 나누었다. 그러다가 같이 신문사에서 일하는 그녀에게 친구와 동료 사이를 뛰어넘어 더 빠져들었고 로이스를 깊이 사랑하게 된다. 로이스 레인과는 언젠가는 결혼하게 되며 아들 혹은 딸을 자식으로 둘 운명이다. 어떤 불행한 사고로 세달간 사라졌던 클라크는 은색 오각형에 자신의 가문 문장이 S(엘)가 새겨진 검은색 반팔 티셔츠를 입고 다시 메트로 폴리스를 구하는 영웅활동을 계속해나가고 로이스 레인과 친구에서 연인이 되었다. 크립톤 행성을 멸망시켜 팬텀존에 갇힌 조드 장군의 DNA복제인간을 어떻게든 선한 사람으로 인도하려 하고 지구에서 평화롭게 같이 살아가게 하려하나 실패하고 조드의 파란색 크립토 나이트 칼에 찔려 높은 건물에서 추락하였으나 로이스의 도움으로 살아난다. 2010년 9월 25일에 마사 켄트가 만들고 자신에게 선물한 슈퍼맨옷을 북극에 있는 고독의 요새 안에 있는 친아버지 조엘에게 빼앗겼다. 10월2일 자신의 가운의 상징인 S(엘)가 들어가 있는 오각형을 새긴 빨간색 가죽 잠바를 만들어서 입는다. 2010년 10월9일 자신의 사촌 누나인 앞으로 슈퍼걸이 될 카라 조엘을 다시 만난다. 10월 16일 자신의 모교인 스몰빌 고등학교 동창회에 로이스와 참석한날 브래니악을 통해 자신의 과거와 현재의 모습을 보았고 7년 뒤인 2017년 10월 16일로 시간여행을 가서 자신이 슈퍼맨이라는 슈퍼 영웅이 된 모습과 자신이 날게 된다는 것과 로이스가 자신의 모든 비밀과 정체를 알고 약점을 알면서도 지켜준다는 것과 결혼해서 자신의 부인이 된다는 것, 데일리 플래닛 신문사의 간부가 된다는 것을 보게 된다. 그리고 항상 검은 뿔테 안경을 착용하고 다닌다는 것도... 2010년 10월 23일 클라크는 로이스에게 자신의 비밀과 정체를 모두 밝혔다. 2010년 겨울에 자신을 존경하고 사랑하는 한 소년이 클라크가 영원히 입게 될 슈퍼맨의상 비슷한 그림을 선물받았다. 미국 워싱턴의 상원의원인 마사 켄트가 오랜만에 스몰빌에 있는 집에 잠시 돌아왔는데 제대로 된 슈퍼맨 옷 즉, 빨간색 오각형, 노란색 배경에 빨간색 S자(가문 문장 엘)가 새겨진 파란색 상의와 하의, 밖에 꺼내 입어야되는 붉은색 팬티를 선물해주고 갔다.(앞으로 영원히 입게 됨) 슈퍼맨이 될 심성과 능력의 그릇이 되어가는 과정에서 신중하지 못해 잘못된 판단과 행동, 생각으로 2005년도부터 2010년도에 조드의 부하들을 불러들이고 조드의 우주선을 도착하게 하고 고독의 요새를 붕괴, 손상시키는 실수를 두 번 저질렀으며 한번 죽을 뻔한 라나를 살리기 위해 하루 전날로 가는 수정의 힘을 빌려 자신의 양아버지 조나단 켄트를 죽이는 실수를 저지르는 등 지구에 큰 위협을 불러오는 잘못과 실수를 수없이 한다. 가장 큰 잘못은 총에 맞아 죽을 뻔한 조드를 자신의 피로 살린 일이었다. 따뜻한 가정과 옳은 가치관과 선에 대한 강한 신념으로 살신성인의 슈퍼 영웅으로 컸으나 약간 우유부단한 성격과 아버지 조나단의 잘못된 교육 루터가를 믿지마라, 자신의 의견과 다르다면 그사람은 적이다, 너자신만을 믿어라라는 잘못된 가르침이 기억에 너무 깊이 박혀서 렉스를 너무 믿지 못하고 그를 계속 나쁜 인간으로 몰아 렉스를 대악당으로 만들어버렸고 영원한 숙적이 되는 실수를 저질렀다. 슈퍼맨이 되는 클라크와 친구였던 렉스는 이제 되돌릴수 없는 잘못된 악연의 길을 걷고 있으며 그길은 슈퍼맨인 클라크가 노인이 되어 죽고 렉스가 늙어 죽을 때까지 계속될 예정이다. 조드가 힘이 없는 상태에서 총에 맞아 죽을 뻔 했을 때 클라크는 자신의 피로 조드를 살리는 잘못을 저질렀고 조드는 본격적으로 전 세계 지구를 정복하기로 마음 먹었고 드디어 본색을 드러내 전 세계에 자신의 이름인 조드를 새겨놓고 불태워버린다. 조드는 다른 차원으로 전송되는 책에 의해 현재 다른 차원으로 이동되었다. 현재 조드의 종적은 묘연하나 나중에 퓰리처 상을 받으며 데일리 플래닛 신문사에서 맨 위층에서 일하는 최고 간부가 되며 상사인 페리화이트가 편집국장에서 은퇴하고 나서 플래닛의 새로운 편집국장으로 일하게 된다. 현재 클라크 곁을 영원히 떠남.
- (시즌1~마지막 시즌10 출연)

### 크리스틴 크룩
- 클락 켄트의 친구이자 연인 라나 랭. 클락 켄트의 첫사랑이다. 시즌1부터 시즌6까지 클락과 라나의 연인-친구 관계와 갈등이 왔다 갔다 하는데에 많은 분량을 썼다 해도 과언이 아닐 정도.

시즌6에서 클락과의 관계가 소원해지고 나서 렉스 루터와 결혼해 부부가 되었으나 렉스의 악행과 자신의 임신이 조작되었다는 사실을 알아차리고 결국 헤어졌다. 그 이후 갖은 고초를 겪으며 클락과의 애증 관계를 이어나가다 시즌8에서 클락을 구하기 위해 크립토나이트를 흡수하고 같은 시즌14편에서 클락의 다락방에서 그와 영원한 이별을 맞는다.(내부적으론 라나랭 역할을 맏은 배우 크리스틴 크룩의 영화촬영로 인한 하차)
앞에서도 언급했지만 라나는 클락이 그토록 바라고 사랑하던 첫사랑이었지만 원작에서도 나오듯이 슈퍼맨의 연인은 로이스 레인이기 때문에 클락과 라나는 애초에 이어질수 없는 운명이었다.
라나는 클락이 자신의 능력과 비밀을 감추는 행동에 대해 자주 답답하고 못마땅한 모습을 보였지만 단 한번도 클락에 대한 사랑이 식었던 적은 없다. 라나에 대한 클락의 사랑도 마찬가지이며 로이스 레인과 결혼하였지만 그도 절대 라나를 잊지 못한다. 시즌10 4화에서 클락이 지나가던 사람과 부딪혀 책을 떨어뜨리는데 시즌1 1화에서 라나가 그의 떨어진 책을 주워주는 장면을 회상하는 모습을 보면 알 수 있다.
- (시즌1~시즌7,시즌8-10,11,12,13,14,마지막 시즌10 출연)

### 마이클 로젠바움(Michael Rosenbaum)
- 클라크와 스몰빌에서 친구 사이로 지냈으나 등을 돌리고 결국 숙적이 되었다. 미래에 대통령이 되어 핵미사일을 전 세계에 발사해 세상을 파괴하는 대악당이 되는 렉스 주식회사 기업 회장 렉스 루터, 메트로 폴리스에 있는 큰 신문사인 데일리 플래닛 신문사 주인,트럭 폭발 사고로 사망. 그러나 아직 부활 가능성이 있음

- (시즌1~시즌7,마지막 시즌10 출연)

### 앨리슨 맥(Allison Mack)
- 클라크와 중2때부터 친구이자 데일리 플래닛 신문사 기자였으나 신문사 주인이 된 렉스 루터에 의해 기자 직에서 해고된 클로이 설리번. 스몰빌 고등학교 1학년 때 클라크와 연인 관계이기도 했다. 현재 클라크의 고향 스몰빌에 있는 탈론 카페에 산다.시즌10에서 죽을 운명,저스티스 리그를 지휘하는 워치타워를 만든 시초인,저스티스 멤버들 모두와 클라크의 정체와 비밀,능력등을 모두 알고 있다. 현재 행적이 묘연함

- (시즌1~시즌9,마지막 시즌10-1,3 출연)

### 로라 밴더부트(Laura Vandervoort)
- 카라. 클라크의 고향인 크립톤 행성의 사촌 누나이고 우주선에 탄 아기 클라크를 따라 지구에 도착했으나 저수지에 불시착해 18년 동안이나 물속에 갇혀 있었다. 한때 기억상실을 겪으나 숙부인 조엘의 영혼의 힘으로 기억을 다시 찾는다. 미래에 슈퍼맨이 될 클라크와 같이 활약할 여자 영웅 슈퍼걸이며 저스티스 리그 멤버이다. 크립톤 행성인들이 생존했을지 모른다고 생각하여 지구를 떠났으나 2010년 10월 9일 다시 돌아왔다. 자신의 비밀과 정체를 지키기 위해 평상시에 검은색 가발을 쓰고 다니며 정장옷에 검은 색 네모난 뿔테 안경을 쓰고 다닌다. 슈퍼맨이 되는 클라크와 함께 북극에 있는 고독의 요새에서 훈련을 받아 전 세계와 우주를 수호하는 여자 슈퍼 영웅 슈퍼걸로 늙어서 은퇴할때까지 활동하게 된다. 저스티스 리그 멤버임

- (시즌7,시즌8-8,마지막 시즌10-3 출연)

### 존 글로버(John Glover)
- 루터 주식회사 회장 라이오넬 루터. 젊은 시절에는 악한 인물이었으나 클라크의 친부 조엘의 영혼이 들어간 뒤부터 클라크를 지키려고 하고 클라크의 정체와 비밀을 보호한다. 그러나 각종 불신과 오해로 인해 아들 렉스에게는 물론 클라크들에게도 외면당하여 외톨이가 되었고 아들 렉스 루터에 의해 회장실 창문으로 떨어져 사망하는 비운의 인물.

- 테스가 가지고 있던 미러박스로 인해 클라크가 4차원을 통해 평행 현실을 다녀오게 된다. 이 과정에서 사악함으로 가득한 라이오넬이 현세로 오게 되어 여러 악행을 저지른다. 결국 테스와의 격투 끝에 권총에 맞아 삶을 마감하게 되는데, 이때 특급 기밀 프로젝트로 신체의 여러 조각을 이어 붙여 부활 중이던 렉스를 완전히 살려내는 조건을 교환하며 다크사이드의 숙주가 된다. 렉스는 부활했으며, 다크사이드는 클라크를 죽이기 위해 헛간에 쳐들어갔으나 조엘의 마지막 선물(지금까지의 능력을 훨씬 상회하는 가공할 힘과 비행능력)을 받은 클라크에 의해 파괴된다.

- (시즌1~시즌7,마지막 시즌10 출연)

### 아네트 오툴(Annette O'Toole)
- 양엄마 마사 켄트. 미국 워싱턴의 최고 국회의원이다. 아기 때 클라크가 타고 온 우주선에 힘에 의해 아이를 임신하기도 했으나 클라크가 벌인 일 때문에 아이가 유산되었다. 클라크의 잘못된 결정으로 결국 남편인 조나단 켄트를 잃는다. 2007년 5월 스몰빌을 영원히 떠났다. 2010년도에 잠깐 스몰빌에 돌아왔다.

- (시즌1~시즌6,시즌9-21,출연 마지막 시즌10?)
- ※ 배우 관련 : 예전 슈퍼맨 시리즈 영화들 중 3편(1983년)에 라나 랭 역으로 출연했었다.

### 존 슈나이더(John Schneider)
- 양아빠 조나단 켄트. 클라크의 비밀과 정체를 감추려고 평생 애를 썼다. 고등학교 시절 자신이 벌인 일 때문에 스몰빌을 떠나 메트로 폴리스로 가서 자학 하는 양 아들 클라크를 데려 오기 위해 클라크의 친부 조엘과 거래해서 클라크와 같은 힘을 얻었으나 결국 심장에 무리가 심장병으로 사망. 2010년 9월 25일 클라크에게 다가올 암흑의 위험을 경고하기 위해 스몰빌에 사는 클라크앞에 잠깐 나타났다 사라졌다.

- (시즌1 ~ 시즌5-17, 시즌5-21, 마지막 시즌10-1 출연)

### 샘 존스 3세(Sam Johns III)
- 친구 피트 로스. 부모의 이혼과 클라크의 비밀과 정체를 아는 것 때문에 괴로워하다가 어머니를 따라 고향인 스몰빌을 영원히 떠남. 스몰빌에 다시 잠깐 들리기도 했음

- (시즌1~시즌3, 시즌7-13 출연,마지막 시즌10?)

### 에리카 듀란스(Erica Durance)
- 클라크가 스몰빌 고등학교 4학년 때부터의 친구이며 같이 1년간(2004) 스몰빌 고등학교를 같이 다니기도 했고 같이 사건을 취재하기도 했다. 2006년도부터 신문기자가 되기로 마음억어 메트로 폴리스 인쿼지터란 거짓 기사로 유명한 신문사에 처음 신문기자로 1년간 활동했고(2006년) 2007년도에 플래닛 신문사에 어떤 편집국장의 추천으로 신문기자로 들어갔으며 클라크에게 데일리 원서를 건네주고 데일리 플래닛 신문사 기자이자 같은 직장 동료이며 미래의 클라크의 아내 로이스 레인,클로이와는 사촌지간.클라크가 영웅활동을 할때의 도움을 준다는 것과 같이 얘기를 나눈다는 것,클라크의 평상시 모습을 모두 사람한다. 현재 클라크와 연인관계,클라크의 비밀과 정체를 모두 알며 그를 깊이 이해하고 사람하며 그의 정체를 숨기려고 힘을쓰고 클라크의 슈퍼맨 전체 옷을 모두 봤다. 클라크의 정체와 출신지 모든 능력과 비밀을 안다. 슈퍼맨(SUPERMAN)이란 별명을 붙여주며 나중에 클라크가 슈퍼맨인 걸 모르게 하려고 여러 가지 재치있는 변명을 하게 되고 시치미를 뚝 떼고 2010년 10월 9일 지구로 돌아온 클라크의 사촌인 카라 조엘의 날으는 능력을 눈으로 직접 봤다. 클라크가 슈퍼맨 활동하면서 외로움과 고통,절망,좌절,자책감을 모두 껴안는 든든한 조언자이며 영원한 동반자이고 결혼해 부인이 되고 클라크 켄트의 비밀과 정체 약점들을 모두 알게되며,슈퍼맨 클라크에게 최고로 힘이 되어주고 위안이 되어주는 큰 사람이 된다. 나중에 퓰리처 상을 받으며 데일리 플래닛 신문사에서 맨 위층에서 일하는 최고 간부가 된다

- (시즌4~마지막 시즌10 ?)

### 에릭 존슨(Eric Johnson)
- 스몰빌 미식 축구부 전 주장. 클라크의 전 선배이자 라나의 애인 휘트니 포드맨,아버지를 심장병으로 잃음. 군에 입대해 전선에서 전사함

- (시즌1, 시즌2-11, 시즌4-3출연)

### 젠슨 애클스(Jensen Ackles)
- 라나의 또 다른 애인 제이슨 티그. 2005년 두 번째로 스몰빌에 온 크립토 나이트 유성우에 의해 사망

- (시즌4 출연)

### 테런스 스탬프(Terence Stamp)
- 친아버지 조엘. 크립톤 행성의 사촌 행성인 칸도르 행성의 장군인 조드와친구였으며 부인 라라와 함께 크립톤 행성의 멸망을 보며 타서 죽음, 크립톤 이 멸망하기 직전 아기 클라크를 우주선에 태워 지구에 있는 스몰빌로 보내 클라크를 살아 남게함,

카와치 동굴과 팔각형 금속칩, 햐얀 오각형 얼음수정에 담긴 조엘의 영혼과 정신은 클라크의 어린 시절과 현재까지의 모든 생애를 지켜봤음. 2009년도부터 클라크를 슈퍼맨이 되도록 훈련시킴, 2005년도부터 훈련 시킬려고 했으나 클라크의 격렬한 반항으로 실패. 2010년 9월 중순 클라크가 자신이 영웅이 되었다고 거만하고 자만하게 되었다고 마사 켄트가 클라크 켄트에게 준 슈퍼맨 옷을 고독의 요새의 얼음 수정 안에 잠시 봉인 시켰다. 클라크 켄트에게 몹시 실망하고 있는 상태이다.
- (시즌2-22,23,시즌3-1,19,22,시즌4-15,22,시즌5-1,8,12,22,시즌6-1,시즌7-2,8,10,18,시즌8-9,시즌9-1,4마지막 시즌10-1,? 출연)

### 헬렌 슬레이터(Helen Slater)
- 크립톤 행성인. 클라크의 친아버지 조엘의 부인 라라.사망

- (시즌6-6,8 출연,마지막 시즌10-8 출연)

### 크리스토퍼 하이어달(Christopher Heyerdahl)
- 크립톤 행성인. *클라크의 삼촌이자 클라크의 아버지인 조엘의 친동생이다

- (시즌6-6,8 출연,마지막 시즌10)

### 크리스토퍼 리브(Christopher Reeve)
- 버질 스완 박사. 클라크의 고향인 크립톤이며 멸망했다는 것을 알려줬으며 클라크의 비밀과 정체를 알고있는 인물

(시즌2-17,시즌3-17,시즌4-15,마지막 시즌10?)
- ※ 배우 관련 : 7~80년대 슈퍼맨 시리즈의 오리지널 주인공 역을 한 장본인. 이 때문에 스완 박사로 특별 출연한 것이다.

### 필 모리스(phil moris)
- 존,존스. 화성인 출신의 사냥꾼. 날아다니는 능력을 가진 저스티스 리그 멤버. 클라크를 서너번 구해주었으며 그로인해 힘을 잃기도 했음. 현재 모든 힘을 되찾음. 열광선,투명 몸 능력,손으로 상대방의 머리속 마음과 생각 기억을 읽어내는 텔레파시 능력, 날으는 능력, 빠른 속도, 불에 약함

- (시즌6-8,12,22,시즌7-1,4,시즌8-1.6.12,시즌9-11,12,17,22,마지막시즌10?)

### 마고 키더(Margot Kidder)
- 브리짓 크로스비. 버질 스완 박사의 비서. 제이슨 퀸에 의해 흙에 파묻혀 매장돼 사망
- 마사 켄트에게 블랙 크립토나이트를 건네줌. 이것이 칼엘 상태였던 클라크를 분리시켜 원래의 클라크으로 되돌아오게 하는 역할을 해냈다.

- (시즌4-1 출연)

- ※ 영화 슈퍼맨 시리즈(1~4순:1977,1980,1983,1987)의 로이스 레인 역을 한 배우.

### 카일 갤너
- 미래의 번개 영웅 플래시. 저스티그 리그 멤버. 클라크와는 형 동생 사이. 오랫동안 잠적했다가 다시 저스티스 리그 활동 개시한 상태. 2009년 5월 15일 데이비스를 죽이려고 블랙 카나리와 스몰빌에 다시 돌아왔다. 지미의 장례식에 참가함.

- (시즌4-5출연, 시즌6-11 출연,시즌8-22출연,마지막 시즌10?)

### 앨런 리치슨(Alan Ritchson)
- 미래의 바다 영웅. 아쿠아맨저스티스 리그 멤버. 렉스 루터에 의해 죽을뻔 했으나 클라크에 의해 구출됨. 저스티스 리그 멤버이며 클라크의 친구. 빠른 수영,물속에서 강한 장풍이 장기

- (시즌5-4.시즌6-11,시즌8-1 출연,마지막 시즌10-9 출연)

### 제임스 마스터스(James Marsters)
- 크립톤 행성 나쁜 인공지능. 브래니악,밀튼 파인,크립톤을 멸망시킨 악당 장군 조드의 부하임. 클라크가 못하는 공중비행과 그 외의 모든 능력을 가짐. 2005년 나타나 클라크 켄트가 잠시 다니던 캔자스 대학의 교수로 위장하여 멸망한 크립톤 행성의 선한 크립톤인 척하고 클라크 켄트에게 은색 크립토 나이트로 상처를 일부러 입혀 편집증 환자로 만들기도 하고 치유해주는 척하며 클라크의 친아버지 조엘을 크립톤을 멸망시킨악당으로 속여서 사이를 이간질시켰고 본색을 드러내 북극에 있는 고독의 요새를 클라크으로 하여금 붕괴시키려하고 조엘 에 의해 죽은 영혼이 되어 영원히 빠져 나올수 없는 팬텀존에 갇힌 조드의 영혼을 지구로 오게 하려 하나 클로이의 방해로 실패하고 클라크 켄트를 크립토 나이트로 죽이는 일도 실패하고 사라지나 남미에서

조드를 부활시키기 위해 각종 혈액샘플을 채취하고 렉스루터에게 백신을 만들어 생산하게 하고 조드의 영혼을 렉스의 몸에 넣기 위해 렉스에게 크립톤 인의 힘을 주는 주사를 손목에 놓는다. 2006년 죽은 조나단 켄트의 모습으로 변해 라이오넬 루터의 몸안에 들어가 있는 조엘과 라이오넬을 죽이려 하나 조엘의 영혼의 힘에 의해실패하고 조드의 영혼을 클라크의 몸에 넣을려고도 하나 실패하고 조드의 영혼이 들어간 자를 죽일수 있는 크립톤 단검을 클라크켄트가 브래니악에게 던져 사라지나 2008년 다시 부활하여 라이오넬 루터의 모습으로 변해 덱수르 박사에 대해 알려주고 클라크 켄트를 덱수르 박사에게로 일부러 인도하고 그곳으로가 자신을 창조한 덱수르 박사의 뇌를 손으로 빨아들여 다시 힘을 되찾았으며 카라 조엘에게 접근해 크립톤 행성이 멸망하기 전의 시간으로 시간 여행을 간다. 카라와 같이 팬텀존에 갇히게 하고 카라의 모습으로 변해 클라크를 속여 다시 지구로 돌아온다. 렉스 루터에게 카라의 모습으로 접근해 북극에 있는 고독의 요새의 조엘과 요새를 파괴하려고 클라크 켄트를 파괴자라고 속이며 요새를 붕괴시켜 줄수 있는 특별한 검은 수정을 주며 렉스를 요새로 인도하고 렉스는 드디어 요새와 조엘
을 파괴하게 만드는데 성공하고 자신이 카라인줄 알고 크립토나이트로 자신을 제지시키려는 클로이 셜리번을 죽이려 하나 실패하고 다시 힘을 잃어 전 세계의 전기 공급소에서 자신의 에너지인 전기를 얻으려 하나 클라크 켄트에 의해 실패하고 파괴된다. 그러나 클로이의 몸속에 들어간 브래니악은 2009년 고독의 요새를 파손시키고 데이비스 블룸안에 있던 둠스데이를 깨우고 시간 여행을 통해 지구로 온 리전이라는 세명의 슈퍼 영웅들에 의해 클로이 셜리번의 몸속에 있던 브래니악은 그들의 힘에 의해 구슬안에 갇히고 만다.머나먼 미래인 31세기에 부활한 브래니악은 2010년 10월 16일 클라크 켄트를 찾아와 그의 과거와 현재를 보여주고 2017년 10월 16일로 시간여행을 해 큹락에게 슈퍼맨이 된 미래와 그의 모습을 보여준다음 다시 31세기의 머나먼 미래로 떠났다.
- (시즌5-1,4,5,7,8,16,21,22,시즌7-10,15,18,20,시즌8-9 출연,마지막 시즌10-4 출연)

### 리 톰슨 영(Lee Thompson Young)
- 미래의 기계 영웅 사이보그 인간. 렉스 루터 때문에 평생 감정도없는 기계로 살뻔했으나 클라크에 구출됨,저스티스 리그 멤버인 빅터 스톤,오랫동안 잠적했다가 다시 저스티스 리그 활동 개시한 상태

- (시즌5-15출연, 시즌6-11 출연,시즌9-22출연,마지막 시즌10?)

### 저스틴 하틀리(Justin Hartley)
- 올리버 퀸. 인간 영웅 그린 애로우,저스티그 리그의 대장,로이스와 한때 연인 관계였으나 혜어짐,퀸 주식회사의 회장,어린시절 바다에 항공기 추락사고로 아버지와 어머니를 잃음,중학생 때부터 20대 초반까지 호화여객선으로 여행이나 다니고 이기적이고 못된 망난이였으나 폭풍우로 배가 뒤집혀 같이 여행간 친구들을 모두 잃고 무인도에서 2년간 생활하며 사냥을 하기 위해 화살을 만들어 과녁에 맞추는 연습을 해 명궁수가 되었고 무인도에서 살아돌아온뒤 그린 애로우로 활동하며 뇌물을 갈취한 부자들의 뇌물을 털어 어려운 사람들에게 나눠주며 로이스 레인과 만나고 로이스 레인에 의해 그린애로우로 불리며 클라크 켄트와 만나고 클라크에게 스몰빌 밖으로 나가 사람들을 같이 도우는 슈퍼영웅이 되자고 말한다,클라크의 힘을 질투해 초강력 백신을 자신의 몸안에 넣기도 했으며 아서커리,다이아나 랜스,빅터스톤,바트 알렌,카터홀,커트니 위트모어,멸망한 화성에서 온 화성 초능력자 마산 맨 헌터 존 존스를 저스리스 리그 멤버들로 영입시키고 클로이 셜리번을 동료로 끌어들이고 저스티스 리그 멤버들의 본부가 될 워치타워의 시초 건물을 클로이 셜리번에게 선물해 클로이게 워치타워를 지휘하도록 독려한다,클로이 셜리번과 연인관계였으나 클로이가 종적을 감춤으로서 서로 헤어짐,2010년 10월9일 신문기자들과 방송 기자들에게 자신이 그린 애로우 라는걸 밝혔으며 모든 방송국에서 자신이 왜 그린 애로우가 된것과,활동하게 된 이유에 대해 인터뷰까지 했다

명궁수,폭탄,기계,무기제조,무술에 능함
- (시즌6-2,3,4,5,7,10,11,시즌7-11 출연,시즌8~시즌10:마지막 시즌)

- 2006년 아쿠아맨(TV 단편)의 주연-아서 커리-을 했었다. 
 관련 링크 = https://www.imdb.com/title/tt0498318

### 에런 애슈모어
- 데일리 플래닛 신문사에서 고등학생 시절 인턴 과정을 거쳤으며 클로이를 만남,클로이와 애인 관계였으나 잠깐 헤어짐, 클로이의 애인이며 데일리 플래닛 신문사 사진 기자클로이에게 청혼을 해서 승낙 받았음,약혼 했으며 곧 클로이와 결혼함.메트로폴리스의 고층 탑(=와치타워 본거지. 당시에는 아무것도 없었다)에서 데이비스 블룸에게 찔려 사망함. 그러나 죽기 직전 블룸에게 반격을 가해 그를 죽이고 클로이를 구해내었다. 와치타워의 장소를 클로이에게 선물한 것도 지미였다.

장례식에서 어린 남동생이 클로이로부터 형의 유품인 카메라를 받는다. 그 남동생이 추후의 슈퍼맨 시리즈에서 주로 보게 되는 지미 올슨이다. 즉, 진짜 지미 올슨은 그 형이었던 것이다.
- (시즌6-1,3,6,8,9,10,13,14,15,20 출연,시즌7~시즌8)

### 알레이나 칼란즈(Alaina Kalanj)
- 경찰 집안 출신 다이아나 랜스, 초강력 고소음능력의 여 영웅 블랙 카나리,저스티스 리그 멤버,미래에 그린 애로우인 올리버 퀸의 부인

(시즌7-11,시즌8-1,22,시즌9-22 출연,마지막시즌 10?)

### 캐시디 프리먼(Cassidy Freeman)
- 렉스 루터의 악녀 부하 테스 머서. 루터 주식회사 회장, 데일리 플래닛 신문사 회장, 클라크 편이 됨. 무자비한 일처리로 인해 '노 머시(No Mercy)'라는 별명이 있다. 한때 식물학자로서 활동한 경력이 있는데, 이로 인해 올리버 퀸의 독살을 막아내는 데 큰 역할을 해내기도 했다(시즌8-3편). 올리버 퀸과 연인인 적이 있는 등 퀸과 얇지 않은 유대가 있다. 총기류 사용, 격투에 능통하다.

렉스가 실종(시즌7 최종편:렉스가 클라크의 얼음 요새에 오브를 얹어 파괴시키면서 사라짐)된 후 렉스가 미리 해둔 지시에 따라 루터 주식회사의 회장이 되었으며, 렉스가 데일리 플래닛 신문사를 소유하고 있었기 때문에 신문사 회장도 겸한다.
버스로 출근하는 도중 폭발사고로 죽을 뻔한 것을 클라크가 구해주면서 인연이 시작된다. 회장 취임 후 초기에는 렉스의 사악한 행보를 답습하는 듯 했으나 시간이 지나면서 궁극적 근본이 렉스의 그것과는 다른 모습을 보여준다(렉스는 클라크와 수많은 사건들을 겪은 끝에 멀어졌으나 테스는 그렇지 않았다). 어릴 때의 기억이 상실된 바 있었는데, 그 당시 교육받고 생활했던 기숙 학교를 찾아가 조사한 끝에 자신의 원래 이름이 루테사 레나 루더(Lutessa Lena Luthor, 즉 라이오넬 루더의 딸)라는 것을 알아내고, 그 당시를 모두 기억해낸다. 클로이에 이어 와치 타워의 차기 지휘자가 되기도 하였으며, 크립톤의 범죄자들을 가두는 팬텀존과의 교신 및 왕복까지 도와주는 등(시즌10-19편) 지략가적 재능을 십분 발휘한다.
하지만 루더 집안 특유의 그릇된 판단으로 인한 실수(1.둠스데이를 도운 적 있음:시즌8 참조/2.조드를 선한 편으로 끌어들이려 한 나머지 클라크의 친아버지인 조엘을 죽음으로 몰아가는 비극을 초래하기도:시즌9-7편), 여성 특유의 동점심으로 인해 중요한 일들을 종종 그르치기도 했다. 미국 정부의 비밀 단체 체크메이트의 일원이기도 했는데 이로 인해 클라크들에게 배척당하기도 했다. 결국 체크메이트를 등졌고 클라크에게 중요한 유물인 라우의 책(크립톤 사람들을 다른 차원으로 전송시킬 수 있는데, 행성 안에 존재하는 모든 크립톤 사람들을 보내버리기 때문에 클라크가 위험했다:시즌9 최종편 참조)을 탈취하는데, 체크메이트의 상급 조직원 레드퀸(시즌9-20편에 등장, 클라크의 양모 마사 켄트임이 밝혀짐)에게 빼앗겼다.
지구의 종말(Apocalypse)을 막기 위해 동분서주하며 클라크를 도왔지만 부활한 렉스에 의해 살해당하고 만다(시즌10-최종편).
- (시즌8~시즌10)

### 제시카 파커 케네디
- 어린시절 부모로부터 버려져 길거리를 전전하였다,특별한 능력이 있어서 테스 마커에 의해 특별한 수용소에서 3년을 갇혀보냈다. 2008년 메트로 폴리스로 가는 버스를 탔을 때 테스 마커의 손에서 벗어나기 위해 일부러 버스를 폭발시켰다. 테스 마커에 의해 이용당한 다는 걸 알고 패러사이트와 함께 테스 마커를 죽이려 하였으나 실패하였으며 패러 사이트와 같이 종적을 감추었다가 2010년 10월 2일 다시 모습을 드러냈다. 베티 산 수시,눈에서 불을 뿜는 능력을 가진 미래의 저스티스 리그의 멤버,현재 인저스티스 리그 멤버,정부비밀기관인 체크메이트의 부하들인 자살 특공대의 일원

- (시즌8-2,21,시즌10-2출연)

### 샬럿 설리번(Charlotte Sullivan)
- 맥시마,알마렉 행성의 여왕. 미래에 저스티스 리그의 멤버,클라크를 좋아함,현재 잠적중

- (시즌8-4출연)

### 샘 위트워((sam witwer)
- 메트로 폴리스에 있는 병원의 구급 요원. 클라크의 멸망한 고향 크립톤 행성의 괴물 둠스데이,클로이를 짝 사랑함,데이비스 블룸은 사망하고 둠스데이는 땅속에 봉인됨

- (시즌8)

### 알렉스 존슨(Alexz Johnson)
- 31세기의 아주 머나 먼 미래의 지구에서 온 초능력을 가진 십대의 소녀 외게인. 이름은 임라 아드렌,새턴 걸이 라 불림,텔레 파시 전달 능력을 가지고 있음

- (시즌8-11 출연,시즌10?)

### 라이언 케네디(Ryan Kennedy)
- 31세기의 아주 머나 먼 미래의 지구에서 온 초능력을 가진 십대의 남자 청소년 외계인. 본명은 록 크린,코스믹 보이라 불림,라이트닝 래드가 친 동생임,시간 여행이 가능하고 날게 해주는 비행이 가능 한 반지를 가지고 있음,손에서 자성 을 발사 하는 능력의 가짐

- (시즌8-11 출연,시즌10?)

### 칼럼 워티(Calum Worthy)
- 31세기의 아주 머나 먼 미래의 지구에서 온 초능력을 가진 십대의 남자 청소년 외계인. 본명은 가츠 렌즈,라이트닝 래드 라 불림,손에서 전기 광선을 발사하는 능력을 가지고 있음,시간 여행이 가능하고 날게 해주는 비행이 가능 한 반지를 가지고 있음,동생이 하나 있음 죽는다는걸 알고 과거의 세상으로 날아와 클라크에게 경고해주고 사라짐

- (시즌8-11,22출연,시즌10?)

### 조 모튼(Joe Morton)
- 스티브 해밀튼 박사. 메트로 폴리스 대학에서 유능한 교수, 2002년 이후 7년간 잠적 중인 상태

- (시즌1~시즌2);(시즌1~시즌2-3 출연)

- 이 배우는 영화 터미네이터2에서도 스카이넷 관련 인물(마일즈 다이슨 박사)로 중요한 역할을 연기하기도 하였다.

### 레이 갈레티(Ray Galletti)
- 스티브 롬바드. 데일리 플래닛 신문사의 스포츠면 신문 기자

- (시즌8~시즌9,마지막 시즌10?)

### 크리스 가허(chris Gauthier)
- 윈슬로우 스캇. 전직 루터 주식회사 컴퓨터 수리 기술자,올리버 퀸의 뛰어난 기술자,폭탄을 만들어 사람을 해치고해고당한 뒤 현재 악당 토이맨

- (시즌3-11,시즌8-14,시즌9-4 출연,마지막 시즌10?)

### 마이클 맥긴(Michael McKean)
- 클라크와는 2003년도에 스몷빌에 서 만났으며 헤어진 뒤 세월이 흘러 2010년도에 다시 스몰빌에서 오랜만에 만났고 미래에 메트로 폴리스에 있는 데일리 플래닛 신문사의 편집국장

- (시즌3-5,시즌9-21 출연,마지막 시즌10?)

### 서린다 스완
- 아버지 존 자타나는 병으로 죽었다. 앞으로의 저스티스 리그 합류 멤버,여자 마술사 자타나 자타나

- (시즌8-17,시즌9-13 출연,마지막 시즌10?)

### 브라이언 오스틴 그린
- 신문 기자 존 코번. 교통사고로 메탈로가 됨, 크립토 나이트 룬석이 에너진원이다. 현재 잠적중

- (시즌9-1,2,18 출연)마지막 시즌10?)

### 칼럼 블루(Callum Blue)
- 조드. 클라크의 친 아버지 조엘과 친한 친구였으며 간 사촌 행성인 칸도르의 장군이며 크립톤과 칸도르의 전쟁으로 가족들을 모두 잃었다. 조엘과 클라크를 증오한다. 다른 차원으로 이동 생존중,진짜가 아닌 디엔에이 복제의 복제 크립톤 인

- (시즌9,마지막 시즌10?)

### 데이비드 갤러거(David Gallagher)
- 남녀 쌍둥이 슈퍼 히어로 중 한명. 원더 트윈스라 불린다.

- (시즌9-8 출연,마지막 시즌10?)

### 앨리슨 스카글리오티(Allison Scagliotti)
- 남녀 쌍둥이 슈퍼 히어로 중 한명. 이름은 자이나,인퍼머스 빨강 파란 잔상으로 활동하는 클라크를 존경한다.클라크의 동료가 되었다.

- (시즌9-8 출연,마지막 시즌10?)

### 스티브 베이직(Steve Bacic)
- 볼디간. 올리버 퀸이 영웅 활동 할 때 입는 녹색의 타이즈와 다른 검은색의 옷을 입는다,올리버 퀸에세 궁술을 가르쳐줬으며 스승이었다. 자신을 떠난 올리버를 죽이려하였으나 실패하였다

- (시즌9-10 출연,마지막 시즌10?)

### 엘리스 게이틴(Elise Gatien)
- 미아 디어든. 창녀출신이며 그린 애로우인 올리버 퀸에게 훈련을 받았으며 조수이며 스피디라 불린다.

- (시즌 시즌9-6,10출연,마지막 시즌10?)

### 오데사 레(Odessa Rae)
- 오래된 초상화에 사는 여자 악령. 사람의 몸속을 옮겨다니는 능력이 있으며 사람의 육체를 빨아먹는다. 실버 밴쉬라 불린다.

- (시즌9-16,마지막 시즌10?)

### 샤론 테일러(Sharon Taylor)
- 크립톤의 사촌 행성인 칸도르 인. 조드의 부인 페이오라,조드를 목숨처럼 따른다.조드에 의해 목졸려 사망

- (시즌9 출연)디엔에이 복제 크립톤인

### 트렌트 포드(Trent Ford)
- 믹실비틀릭. 저주받은 고장에서 왔으며 그의 집안 대대로 내려오는 사람들을 조종하는 능력들을 가져 스몰빌 고교 미식축구에서 거짓으로 이긴다.능력을 잏고 잠적중

- (시즌4-6 출연,마지막 즌10?)

### 코비 스멀더스
- 샤론 벨(Sharon Bell). 법무일을 하며, 예전에 렉스와 하룻밤을 보낸 이후 버림받은 원한으로 음모를 꾸며 렉스를 죽이기 일보 직전까지 가지만 클라크와 라이오넬(렉스의 아버지)의 노력으로 인하여 실패.

- (시즌4-9 출연)

- 2012년 영화 어벤저스에서 실드 국장 닉 퓨리의 부하 마리아 힐(Maria Hill)역으로도 출연.

### 팸 그리어(pam grier)
- 아만다 웰러. 정부비밀기관인 체크 메이트의 여 대장,그린 애로우 올리버 퀸과 클로이 셜리번과 클라크 켄트와 저스티스 리그의 모든 멤버들을 모두 체크메이트의 일원으로 끌어들이려 하나 실패한다. 조드가 내뿜은 열광선 때문에 죽을뻔 하나 현재 생존한듯함?

- (시즌9-11,12,17,20 출연,마지막 시즌10?)

### 길 벨로스(Gil Bellows)
- 맥스웰 로드. 체크 메이트의 일원이며 신체를 마음대로 조종하거나 기억을 지우거나 의지에 반하는 행동을 하게 할 수 있지만 완전히 조정하려면 시간을 들여 정신 자체를 약화 시켜야 함.

- (시즌9-20,21 출연,마지막 시즌10?)

### 테드 윗홀(Ted Whittall)
- 릭 플래그,정부 비밀기관인 체크메이트의 부하들인 자살특공대를 훈련 시키는 훈련 선생,그린 애로우 올리버 퀸을 납치해 때렸다.

- (시즌10-1,2,7 출연)

### 알렉산드로 줄리아니(Alessandro Juliani)
- 에밀 해밀튼 박사(의학,과학). 클라크 켄트의 모든 능력을 알고 있고 검은 뿔테 안경을 끼고 있고 조력자이며 클로이와 동료이다

- (시즌8-12,20,21,시즌9-1,2,3,9,11,12,14,21,시즌10-1 출연)

### 브래들리 스트라이커(Bradley Stryker)
- 정부비밀기관인 체크메이트의 부하들인 자살특공대의 일원. 플로이드 라우튼,눈에 빨간 유리 안대를 하고 다니며 서부시대 모자에 검은 롱코트를 입고 다니며 명사수이며 목표물을 죽이는 총알에 목표물의 이름을 넣어서 죽이는걸 즐긴다. 별명은 데드샷,데일리 플래닛 신문사의 새기자가 된 여자 캣 그랜트를 죽이려 하였다.

- (시즌10-2 출연)

### 케리 린 프랫(Keri Lynn Pratt)
- 데일리 플래닛 신문사의 새기자가 된 캣 그랜트. 체크메이트의 부하들인 자살 특공대의 일원 데드샷에 의하여 차 폭발사고로 죽을 뻔 했고 데드샷이 쏜 총알에 맞아 죽을 뻔했으나 클라크 켄트의 도움으로 살아남았다,쿠키를 좋아한다

- (시즌10-2,5 출연)

### 테리 해처
- 로이스 레인이 어렸을 때 폐암으로 죽은 어머니 엘라 레인

- (시즌10-8 출연)

- ※ 배우 관련 : 1993~1998 사이 방영했던 TV시리즈 로이스&클라크의 로이스역을 했던 사람이기도. 그래서 게스트 출연이 이루어졌다.

### 마이클 섕크스
- 카터홀. 호크맨,1960년도부터 활동한 저스티스 소사이어티의 대장,저스티스 소사이어티가 해체된후 은둔을 하고 아내인 호크걸 샤이라가 사망하였다. 2010년 다시 모습을 드러내어 저스티스 소사이어티 멤버들을 제거하려는 아이시클이이 멤버들 하나 하나를 죽이려 하자 클라크 켄트,클로이 셜리번,스타걸,마샨 맨헌터와 함께 아이시클을 무찔렀다,그 후 조드가 지구를 파괴하고 지배하려고 하자 저스티스 리그 멤버들인 마샨 맨 헌터와 사이보그 블랙 카나리,그린 애로우,클라크 켄트와 힙을 합해 조드를 물리치려고 하였으며 조드가 지구에서 떠난후 잠시 이집트의 카이로로 가 로이스 레인과 만난다. 클라크가 앞으로 지구와 우주를 구하는 슈퍼영웅으로서의 정의와 평화의 상징이 되는 슈퍼맨이라는 이름의 힌트를 로이스 레인에게 알려준다,하늘을 날수있다,독수리 헬맷을 쓰며 독수리 날개가 달린 옷을 입고 하늘을 날아다니며 철퇴를 무기로 쓴다.

- (시즌9-11,12,22,시즌10-2,11 출연)

### 사하르 비니아즈
- 호크맨인 카터 홀의 죽은 아내 호크걸,저스티스 소사이어티 멤버

- (시즌10-2 출연)

### 브랜트 스태잇(Brent Stait)
- 켄트 넬슨. 닥터 페이트,저스티스 소사이어티의 멤버 황금색 헬맷을 쓰면 복장이 파란 타이즈와 황금색 상징이 달린 노란 망토를 하게 된다. 아이시클을 잡기위해 마산 맨헌터와 다니다가 자기가 죽음에 직면한걸 알고 자신의 힘을 힘을 잃은 마산 맨헌터에게 모두 주고 자신은 아이시클에 의해 죽음을 맞이한다. 날으는 능력과 미래를 보는 능력,하늘을 날으는 능력이 있다

1대 닥터 페이트
- (시즌9-11.12 출연)

### 웨슬리 매키니스(Wesley MacInnes)
- 카메론 맥켄트. 머리는 은발색미며 피부는 은색이고 눈동자도 은색이고 저스티스 소사이어티 멤버들에 의해 식물인간이

된 아버지의 복수를 위해 정부비밀 기관 조직인 체크메이트의 살인청부업자가 된다,닥터 페이트와 샌드맨을 죽이고 남은 저스티스 소사이어티 멤버인 스타걸과 호크맨을 죽이려 하였으나 실패하였고 그로인해 능력을 잃고 체크 메이트의 여 대장인 아만다 월러에 의해 총에 맞아 죽는다. 죽은 닥터페이트의 헬맷을 자신이 착용하였으나 호크맨에게 다시 빼앗겼다. 눈과 얼음을 손에서 발사하고 얼음으로 된 창을 무기로 쓴다. 2대 아이시클,식불인간이 된 자신의 아버지 1대 아이시클을 자신의 손으로 죽였다.
- (시즌9-11,12 출연)

### 브리트니 어빈
- 스타걸. 커트니 위트모어,생부가 죽어 스타맨의 양녀로 들어갔다. 스타맨을 존경해 스타맨과 비슷한 복장을 만들었으며 착용한다,금색빛이 나는 지팡이를 무기로 쓴다. 하늘을 날으는 능력이 있다. 저스티스 소사이어티 멤버,미래의 저스티스 리그 멤버

- (시즌9-11,12,22,시즌10-? 출연)

### 짐 실드(Jim Shield)
- 스타맨. 실버스터 팸퍼튼,양녀로 스타걸인 커트 위트모어가 있다. 저스티스 소사이어티 멤버,은둔하다가 2010년 다시 모습을 드러내었으로 클로이 셜리번을 만났다. 2대 아이시클과 싸우다가 패해 죽었다.

- (시즌9-11 출연)

### 켄 로슨(Ken Lawson)
- 샌드맨. 저스티스 소사이어티 멤버,은둔하다가 2010년 모습을 드러내었다,그러나 2대 아이시클에 의해 얼어서 죽었다.

- (시즌9-11 출연)

### 마이클 댄거필드(Michael Daingerfield)
- 고든 갓 프레이. 라디오 방송국 유명 DJ,다른 차원에서 온 다크사이드의 영혼이 들어가 악당으로 변하나 슈퍼걸 카라조엘의 팔찌의 힘으로 다크 사이드의 영혼은 다시 자기가 있던 차원으로 돌아갔고 고든 갓프레이는 원래의 모습으로 돌아갔다.

### 크리스 가우허(Chris Gauthier)
- 윈슬로우 스캇. 미국 MIT 공업대 수석 졸업생이며 렉스 루터 주식회사의 컴퓨터 기술자였으나 그린 애로우 올리버 퀸이 운영하는 퀸 주식회사에 영입되어 퀸 주식회사에 막대한 부를 안겨주나 사악한 심성과 폭발물로 사람을 죽여 해고된다. 그 후 2009년 산소 호흡기에 의지한채 반 식물인간이 되어 살아가는 렉스루터의 부하가 되어 복수하려고 폭탄으로 올리버 퀸을 죽이려 하고 루터 주식회사를 폭발시키려하나 실패하고 다시 종적을 감췄으나 2009년 다시 나타나 올리버 퀸을 폭탄으로 죽이려 하나 클라크 켄트에 의해 실패하고 감옥에가나 테스 마커의 힘으로 다시 풀려나 어떤곳에 은둔하고 있다. 장난감을 이용한 폭발물과 무기를 잘 만든다.

- (시즌3-11,시즌8-14,시즌9-4 출연)

### 에이미 애덤스
- 조디 멜빌(Jodi Melville). 뚱보라고 늘 괴롭힘을 당하던 여학생.
- 집안이 비닐하우스 재배업을 하는 관계로 그 곳에서 재배되는 채소만 먹으며 다이어트를 감행, 급속도로 감량했으나 실은 유성 영향을 받은 채소. 이로 인한 부작용으로 엄청난 식탐이 생겼다. 원래 76kg이었던 몸무게가 51kg까지 빠지게 되었다. (교통사고로 사슴을 치었는데 무려 사슴 지방 전체의 80%를 순식간에 먹어치웠기도) 나중엔 자신을 늘 괴롭히던 남학생을 유혹, 그의 지방을 대량 흡수하여 죽음 일보 직전까지 몰아넣었고 클라크의 친구인 피트까지도 죽일 뻔 한다. 피트를 구한 클라크와 비닐하우스에서 접전을 벌이던 중 깨진 거울을 보고 자책, 가스관을 삽으로 두들겨 폭파시켜 자살하려 하지만 클라크가 구해내어 목숨은 건진다.

- (시즌1-7 출연)

- 2013년에 개봉한 영화 '맨 오브 스틸'의 여주인공 로이스 레인(Lois Lane) 역을 맡았다. 스몰빌에 나온 이래 10여년 만에 수퍼맨 시리즈와 다시 인연을 맺은 셈이다.

## 음반
스몰빌의 음반은 에피소드마다 노래가 많이 다르다.
- Smallville: remy zero - save me (한국 2004년 출시)
- Smallville: The Talon Mix (2003년 출시)
- Smallville: The Metropolis Mix (2005년 출시)

## 한국어판 성우출연
- 김영선 - 클라크 켄트(톰 웰링)
- 안지환 - 렉스 루터(마이클 로젠바움)
- 김아영 - 라나 랭(크리스틴 크룩)
- 박일 - 조나단 켄트(존 슈나이더)
- 신성호 - 라이오넬 루터(존 글로버)
- 윤소라 - 마샤 켄트(아네트 오툴)
- 김호성 - 피트(샘 존스 3세)
- 김서영 - 클로이(앨리슨 맥)
- 이상훈 - 로저 닉슨
- 이병식 - 맥킨타이어
- 이원찬 - 무어박사, 에단
- 김태훈 - 조셉
- 정미숙 - 카일라
- 이상범 - 헨리 스몰
- 변종필 - 프랭클 선생님
- 김기철 - 이안
- 박선영 - 헬렌 브라이스
- 이도련 - 윌리엄
- 한상혁 - 레이놀즈
- 김지영 - 넬
- 류승곤 - 트로이
- 박소라 - 크리시
- 기경옥 - 레이첼
- 이민하 - 제니퍼

### 조역
- 한경화 - 의사, 상담교사, 여학생, 실험실 직원
- 김두희 - 경찰,인부, 주차단속, 코치, 간호사
- 이민하 - 리포터, 여학생
- 류승곤 - 남학생, 경찰

### 녹음제작
- 방영:문화방송
- 타이틀 제작:박은석
- 그래픽 디자인:이성태
- 녹음*믹싱:이승현
- 음향효과:김홍식, 권영인
- 기술감독:양광춘, 김준수, 경준모
- 녹화:이금규, 박경식, 김형운, 이형민
- 음향:안영재
- 번역:전화순, 박찬혜
- 녹음연출:김예나

## 시즌별 나라 방송

### 미국
- 시즌 1 (2001년 10월 16일~2002년 5월 21일 방송종료)
- 시즌 2 (2002년 9월 24일~2003년 5월 20일 방송종료)
- 시즌 3 (2003년 10월 1일~2004년 5월 19일 방송종료)
- 시즌 4 (2004년 9월 22일~2005년 5월 18일 방송종료)
- 시즌 5 (2005년 9월 29일~2006년 5월 11일 방송종료)
- 시즌 6 (2006년 9월 28일~2007년 5월 17일 방송종료)
- 시즌 7 (2007년 9월 27일~2008년 5월 15일 방송종료)
- 시즌 8 (2008년 9월 18일~2009년 5월 14일 방송종료)
- 시즌 9 (2009년 9월 26일~2010년 5월 15일 방송종료)
- 시즌 10:마지막 시즌(2010년 9월25 일~2011년 5월 일 부로 스몰빌 시즌,시리즈 완전 종료)

### 한국
한국 MBC
- 시즌 1 (2004년)
- 시즌 2 (2006년)

폭스 코리아
- 시즌 1 (2009년 3월 30일 방영)
- 시즌 2 (2009년 4월 28일 방영)
- 시즌 3 (2009년 7월 1일 방영)
- 시즌 4 (2010년 1월 14일 방영)
- 시즌 5 (2010년 2월 16일 방영)
- 시즌 6 (2010년 11월 15일 방영)
- 시즌 7 ( )
- 시즌 8 ( )
- 시즌 9 ( )
- 시즌 10:마지막 시즌 ( )

2009년 폭스 코리아에서 3월 30일부터 스몰빌:슈퍼맨 비긴즈란 색다른 제목으로 시즌 1의 방영을 시작하였다.
그리고 이어서 시즌 2~6를 방영하였다.

## 같이 보기
- 고담 (드라마)